# Кашина Мерегети (Милано)
Кашина Мерегети је насеље у Италији у округу Милано, региону Ломбардија.
Према процени из 2011. у насељу је живело 38 становника. Насеље се налази на надморској висини од 159 м.